# 小葫芦
小葫芦（学名：Lagenaria siceraria var. microcarpa）为葫芦科葫芦属下的一个变种。

## 扩展阅读
- 維基物種上的相關：小葫芦